# Limfangiom
Limfangiomul este o malformație a sistemului limfatic, care este rețeaua de vase responsabile pentru reîntoarcerea în sistemul venos a excesului de fluide din țesuturi. 
Aceste malformații pot apărea la orice vârstă și pot implica oricare parte a corpului, dar în 90% din cazuri apar la copii mai mici de doi ani, iar ca părți implicate sunt capul și gâtul. Aceste malformații sunt fie congenitale fie dobândite.
Limfangiomii congenitali sunt deseori asociați cu anormalități cromozomiale, cum ar fi sindromul Turner, dar pot exista și cazuri izolate. Limfangiomii sunt în mod normal diagnosticați înainte de naștere, folosind ultrasonografia totală.
Limfangiomii dobândiți, pot apărea ca rezultat al unei traume, inflamații sau obstrucții limfatice.
Marea majoritate a limfangiomilor sunt leziuni benigne care se concretizează printr-o masă cleioasă moale ce crește încet. Cum nu existe nicio șansă de a deveni maligni, limfangiomii sunt în general tratați numai din motive de cosmetică. Rar influențează organele importante și atunci poate duce la complicații, cum ar fi obstrucționarea respirației când limfangiomii apasă pe căile respiratorii.

## Clasificare
Limfangiomii sunt tradițional clasificați în trei sub-categorii: capilari, cavernoși și chistici. Această clasificare este bazată pe caracteristicile limfangiomilor prezentate microscopic. Mai este cunoscuta o altă grupă de limfangiomi, hemagiomo-limfangioma. 
- limfangiomii capilari - sunt formați din canale capilare mici si ca o caracteristica sunt localizați in epiderma.
- limfangiomii cavernoși - sunt formați din canale limfatice dilatate, sunt caracterizate de faptul ca invadează țesuturile înconjurătoare.
- higrome chistice - sunt limfangiomi mari, macro-chistici, plini cu fluid limpede bogat în proteine.
- hemagiomo-limfangiomii - sunt limfangiomi cu componente vasculare.